# 악마파
《악마파》는 1985년 12월 22일에 MBC TV에서 방영되었던 베스트셀러극장이다.

## 줄거리
백추(유인촌)와 노단(조경환)은 악마파에 속하는 화가들로 서로를 라이벌로 간주하고 있다. 어느 날 둘은 화가들의 모임 장소에서 의견대립을 벌이고 성질이 불같은 노단은 백추를 폭행하고 만다. 마침 그 자리에 있던 그림 관련 일을 하는 김씨(김용건)에 의해 구출된 백추는 이를 계기로 김씨의 여동생 루리(황신혜)와 친해진다. 그러나 우연한 계기로 루리를 알게된 노단 역시 루리에게 눈독을 들이게 되는데...

## 출연
- 유인촌
- 조경환
- 황신혜
- 김용건
- 서혁기
- 최한호
- 정영미
- 김순경
- 정영란
- 박종범